# 宏運大道駅
宏運大道駅（こううんだいどうえき）は、中華人民共和国江蘇省南京市江寧区宏運大道の南側にある、南京地下鉄3号線の駅である。

## 歴史
- 2015年4月1日3号線の駅として開業。

## 駅構造
地下3層構造の駅である。

### のりば
| 番線 | 路線            | 方面                                       | 行先        |
| ---- | --------------- | ------------------------------------------ | ----------- |
|      | 南京地下鉄3号線 | 星火路・林場・南京北駅・花旗営 方面        | 琥珀泉 行き |
|      | 南京地下鉄3号線 | 勝太西路・天元西路・誠信大道・秣周東路方面 | 秣陵 行き   |

## 隣の駅
南京地下鉄
■3号線
南京南駅 - 宏運大道駅 - 勝太西路